# Dúrcal
Dúrcal és un municipi de la província de Granada. Es troba a la riba del riu Dúrcal. La seua població és d'uns 6.000 habitants i la seua economia està basada en la construcció, agricultura i ramaderia.

## Patrimoni
- Església Parroquial (segle xvi)
- Ermita de San Blas (segle xvi)
- "Puente de Lata" o de "Hierro", dissenyat per Gustave Eiffel que havia format part d'un altre pont més llarg instal·lat en Gor i que es va reformar amb plànols de 1924.
- Tramvia de Dúrcal.
- Telefèric. Cable Dúrcal-Motril.
- El Fort de "Máhina" o "Márgena", del qual resta únicament el cantó d'un edifici o muralla de 10 m d'alçada i 4.m de base, que va pertànyer possiblement al "barrio de Márjena" mencionat en el "Libro de Apeo y Repartimiento de Dúrcal" (f. s. XVI).
- El "Peñón de los Moros", possiblement de l'època nazarí (es pensa això per la ceràmica que s'hi va trobar); es tracta d'un fort amb aljub, torre i passadís que baixa fins al riu.
- Restes d'una vila romana. L'any 2000 van aparèixer a Dúrcal en la zona de "las fuentes", on potser havia un pont romà per a travessar el riu. Hi aparegueren restes d'edificacions i ceràmica subgàlica datada en la primera meitat del segle I d.C.

A Dúrcal, a més de l'aparició de mostres de tegulae (teules) romanes de diversa procedència, s'han pogut documentar una sèrie de monedes trobades casualment en diversos punts de "Máhina", "El Olivón", etc. La més antiga d'aquestes monedes és un sesterci de bronze de Tiberio Claudio, encunyada vora l'any 41 dC. La més recent és una de bronze d'Alejandro Severo (227-235 d.C). Entre aquestes dates també hi ha els grans bronzes de Trajano (98-117d.C.) i d'Antonino Pío (segona meitat del s. IId.C.).
Utensilis neolítics apareguts en Dúrcal, entre els quals hi ha un magnífic got d'argila decorat, que està datat al voltant del 4000-5000 aC, així com destrals de pedra, ganivets de sílex... la datació de la qual és molt més àmplia i difícil de precisar.